# Nyara Sabally
Nyara Sabally, née le 26 février 2000 à Bandon (Oregon), est une joueuse professionnelle américano-allemande de basket-ball évoluant aux postes d'ailier et d'ailier fort.
Sa soeur Satou est également joueuse professionnelle de basket-ball.

## Biographie

### Carrière junior
Le 7 novembre 2017, Nyara Sabally signe avec l’université de l'Oregon. 
Au cours de la saison 2018-2019, elle se blesse gravement au ligament du genou durant le Championnat d’Europe féminin des moins de 18 ans en août 2018 et elle manque l'intégralité de sa saison rookie. Durant l'été 2019, elle se reblesse au même genou et manque l'intégralité de la saison 2019-2020.
Elle fait ses débuts avec les Ducks de l'Oregon lors de la saison 2020-2021. Durant cette saison, elle dispute 23 matchs des 24 matchs de la saison en étant 21 fois titulaires. Elle termine avec des stats par match de 12,9 points, 7,3 rebonds et 4 double-double. Elle est élue dans le All-Pac 12. Durant la saison 2021-2022, elle inscrit en moyenne par match 15,4 points, 7,8 rebonds et 8 double-double. Elle devient la première joueuse du Pac-12 depuis Chiney Ogwumike en 2013 à avoir une moyenne d’au moins 15 points, sept rebonds, 1,5 passe décisive et 1,3 interception et contre au cours d’une saison. Après la saison, elle a de nouveau été nommée dans l’équipe All-Pac-12 au côté de ses coéquipières Te-Hina Paopao et Endyia Rogers.
Le 28 mars 2022, elle se déclare candidate pour la draft de la WNBA.

### Carrière professionnelle

#### En WNBA
Nyara Sabally est sélectionnée en 5e position lors de la draft WNBA 2022 par le Liberty de New York.
Le 15 avril 2022, le General Manager du Liberty annonce que Nyara Sabally manquera l'intégralité de la saison WNBA 2022 en raison d'une aggravation de son ancienne blessure au genou qui a nécessité deux opérations.
Le 28 février 2023, Sabally a signé un contrat de rookie avec le Liberty.
Elle fait ses débuts en WNBA le 10 mai 2023 lors de la saison WNBA 2023 face au Sun du Connecticut en inscrivant 7 points et 3 rebonds en 18 minutes de jeu. Elle établit son record en carrière avec 8 points le 8 juillet 2023 face au Storm de Seattle. Elle termine la saison régulière avec des moyennes par match de 2,3 points et 2,1 rebonds en 33 matchs disputés. Elle participe aux playoffs de la saison avec le Liberty et s'incline en finale face aux Aces de Las Vegas.
Elle manque une partie de la première moitié de la saison WNBA 2024 pour se rétablir d’une blessure au dos avant la pause des Jeux olympiques. Elle établit deux nouveaux records avec 14 points et 10 rebonds, réalisant son premier double-double en carrière en WNBA, le 29 août 2024 face aux Sparks de Los Angeles. Elle égalise son record de points lors du dernier match de la saison régulière face au Dream d'Atlanta. Lors du cinquième match des finales WNBA de 2024 contre les Lynx du Minnesota, elle a marqué 13 points et 7 rebonds en 17 minutes en sortie de banc, aidant le Liberty à remporter son premier titre de WNBA. Au cours du troisième quart temps, elle a marqué sept points consécutifs pour les Liberty, ce qui leur a permis de prendre la tête du match. Pendant les prolongations, elle a enregistré une interception et un lay-up pour étendre l’avance de Liberty à cinq points. Elle a également enregistré un rebond défensif avec 13 secondes à jouer en prolongation pour aider à assurer la victoire,,. Breanna Stewart, la joueuse vedette de Liberty, a déclaré à la conférence de presse après le match que Sabally était « The X Factor » pour avoir contribué à la victoire de l’équipe.
Le 12 mai 2025, le Liberty lève l'option du contrat rookie de Nyara Sabally, prolongeant son contrat jusqu'à la saison WNBA 2026.

#### Hors WNBA
Elle dispute la saison 2023-2024 dans le championnat tchèque avec l'USK Prague. Elle remporte le championnat tchèque.
En décembre 2024, elle rejoint le championnat turc et le club de Fenerbahçe SK.

#### En équipe nationale
Nyara Sabally a fait ses débuts internationaux pour l’Allemagne lors du Championnat d’Europe des moins de 16 ans de la FIBA 2015, où elle a obtenu une moyenne de neuf points, 13,2 rebonds et 1,8 passes décisives par match. Elle a représenté l’Allemagne au Championnat d’Europe féminin FIBA U18 2018, où elle a obtenu une moyenne de 17,3 points, 12,8 rebonds et 1,8 passes décisives par match, ainsi qu’une médaille d’or.
Le 15 juillet 2024, elle est sélectionnée dans l’équipe nationale allemande pour participer aux Jeux olympiques d’été de 2024. Le 29 juillet 2024, lors du premier match de la phase de groupes de l’Allemagne contre la Belgique, elle a subi une blessure lorsque sa coéquipière Leonie Fiebich l’a frappée par inadvertance au menton avec son épaule alors qu’elle lui faisait un block à la dernière minute du troisième quart. Avant sa blessure, elle était à égalité avec Fiebich en tant que deuxième marqueuse de l’équipe avec 16 points, derrière seulement sa sœur Satou Sabally. L’Allemagne a battu la Belgique 83 à 69, signant sa première victoire en compétition olympique.

### Carrière d'entraîneur
Le 12 juillet 2022, Nyara Sabally est nommée entraîneur adjoint de l'équipe féminine du championnat NCAA des Hornets de Sacramento State. Au cours de sa première saison, elle a aidé les Hornets à établir un record de 25 victoires et 8 défaites, à remporter le championnat de la saison régulière de la Big Sky Conference, le championnat du tournoi Big Sky en 2023 et leur toute première participation au tournoi de la NCAA en 2023.

## Palmarès et distinctions

### Palmarès

#### En club
- Vice championne de la WNBA avec le Liberty de New York (2023)
- Vainqueur du championnat tchèque avec l'USK Prague (2024)
- Vainqueur de la WNBA  avec le Liberty de New York (2024)

#### En équipe nationale
- Vainqueur du Championnat d’Europe féminin des moins de 18 ans avec l'équipe d'Allemagne des moins de 18 ans (2018)

### Distinctions personnelles
- 2x All-Pac 12 team (2021, 2022)
- Pac-12 All-Tournament Team (2022)

## Statistiques

### En université
| Gras/Meilleures performances | [ 31 ] |

| Saison                    | Équipe                    | MJ             | M5             | Min            | %T             | %3             | %LF            | Rb             | PD             | Int            | Ctr            | BP             | F              | Pts            |
| ------------------------- | ------------------------- | -------------- | -------------- | -------------- | -------------- | -------------- | -------------- | -------------- | -------------- | -------------- | -------------- | -------------- | -------------- | -------------- |
| 2018-2019                 | Ducks de l'Oregon         | DNP (blessure) | DNP (blessure) | DNP (blessure) | DNP (blessure) | DNP (blessure) | DNP (blessure) | DNP (blessure) | DNP (blessure) | DNP (blessure) | DNP (blessure) | DNP (blessure) | DNP (blessure) | DNP (blessure) |
| 2019-2020                 | Ducks de l'Oregon         | 1              | 0              | 0              | -              | -              | -              | 0              | 0              | 0              | 0              | 0              | 0              | 0              |
| 2020-2021                 | Ducks de l'Oregon         | 23             | 21             | 24,5           | 54,7           | 57,1           | 61,6           | 7,3            | 1,8            | 1,0            | 1,2            | 2,6            | 1,9            | 12,9           |
| 2021-2022                 | Ducks de l'Oregon         | 24             | 20             | 26,6           | 52,7           | 36,4           | 72,5           | 7,8            | 1,9            | 1,4            | 1,4            | 2,5            | 2,7            | 15,4           |
| Total : moyenne par match | Total : moyenne par match |                |                | 25,0           | 53,6           | 48,0           | 68,4           | 7,4            | 1,8            | 1,2            | 1,3            | 2,5            | 2,3            | 13,9           |
| Totaux                    | Totaux                    | 48             | 41             | 1202           | 261            | 12             | 132            | 354            | 87             | 56             | 60             | 118            | 108            | 666            |

### En WNBA
| Gras/Meilleures performances | [ 32 ] |

#### En saison régulière
| Saison                    | Équipe                    | MJ             | M5             | Min            | %T             | %3             | %LF            | Rb             | PD             | Int            | Ctr            | BP             | F              | Pts            |
| ------------------------- | ------------------------- | -------------- | -------------- | -------------- | -------------- | -------------- | -------------- | -------------- | -------------- | -------------- | -------------- | -------------- | -------------- | -------------- |
| 2022                      | Liberty de New York       | DNP (blessure) | DNP (blessure) | DNP (blessure) | DNP (blessure) | DNP (blessure) | DNP (blessure) | DNP (blessure) | DNP (blessure) | DNP (blessure) | DNP (blessure) | DNP (blessure) | DNP (blessure) | DNP (blessure) |
| 2023                      | Liberty de New York       | 33             | 0              | 7,9            | 42,4           | 22,2           | 75,0           | 2,1            | 0,2            | 0,1            | 0,2            | 0,5            | 1,2            | 2,3            |
| 2024                      | Liberty de New York       | 26             | 0              | 13,5           | 57,5           | 0              | 70,0           | 4,0            | 0,6            | 0,9            | 0,7            | 0,5            | 1,6            | 4,9            |
| Total : moyenne par match | Total : moyenne par match |                |                | 10,4           | 51,3           | 18,2           | 73,0           | 3,0            | 0,4            | 0,5            | 0,4            | 0,5            | 1,4            | 3,5            |
| Totaux                    | Totaux                    | 59             | 0              | 623            | 77             | 2              | 54             | 180            | 23             | 27             | 26             | 31             | 81             | 210            |

#### En playoffs
| Saison                    | Équipe                    | MJ | M5 | Min  | %T   | %3 | %LF  | Rb  | PD  | Int | Ctr | BP  | F   | Pts |
| ------------------------- | ------------------------- | -- | -- | ---- | ---- | -- | ---- | --- | --- | --- | --- | --- | --- | --- |
| 2023                      | Liberty de New York       | 4  | 0  | 1,3  | -    | -  | -    | 0   | 0,3 | 0,3 | 0   | 0   | 0   | 0   |
| 2024                      | Liberty de New York       | 9  | 0  | 10,1 | 54,2 | -  | 87,5 | 3,4 | 0   | 0,7 | 0,7 | 1,7 | 1,9 | 4,4 |
| Total : moyenne par match | Total : moyenne par match |    |    | 7,4  | 54,2 | 0  | 87,5 | 2,4 | 0,1 | 0,5 | 0,5 | 1,2 | 1,3 | 3,1 |
| Totaux                    | Totaux                    | 13 | 0  | 96   | 13   | 0  | 14   | 31  | 1   | 7   | 6   | 15  | 17  | 40  |